# Ladyhawke
Phillipa „Pip” Brown (ur. 1979) − nowozelandzka wokalistka, autorka tekstów oraz multiinstrumentalistka znana pod pseudonimem artystycznym Ladyhawke, nadanym sobie na cześć filmu Richarda Donnera o tym właśnie tytule. Nim rozpoczęła działalność solową, była członkinią rockowej grupy muzycznej Two Lane Blacktop z Nowej Zelandii oraz duetu z Sydney Teenager wraz z Nickiem Littlemore z Pnau i Empire of the Sun.
Jej debiutancki album, zatytułowany po prostu Ladyhawke, wydano we wrześniu 2008 r. W 2009 r. przyniósł on artystce nagrody ARIA Music Awards (w kategorii najlepszy debiut) i New Zealand Music Awards (w kat. najlepszy album roku).

## Życiorys
Brown urodziła się w Masterton. Jest córką umuzykalnionych rodziców, matka jest piosenkarką, ojczym perkusistą. W dzieciństwie cierpiała na różne choroby i alergie. Ma zespół Aspergera. Brown przekonana jest, że to właśnie to zaburzenie było powodem tego iż swoje dzieciństwo spędziła w większości słuchając radia oraz płyt rodziców.
W czasie uczęszczania do Chanel College grała w kilku grungowych zespołach. Po szkole przeniosła się z Masterton do Wellington.
W styczniu 2015 r. poślubiła nowozelandzką artystkę Madeleine Sami.

## Kariera muzyczna

### Two Lane Blacktop
W Wellington Brown założyła zespół Two Lane Blacktop z paroma kolegami. W zespole grała na gitarze prowadzącej i pisała teksty. Sama opisuje Two Lane Blacktop jako grający jak The Stooges w połączeniu z The Clash. Zespół grał w Australii oraz Nowym Jorku. W wyniku nieporozumień Brown w wyniku impulsywnej decyzji przeniosła się do Melbourne w Australii.

### Teenager
Nick Littlemore (Pnau, Empire of the Sun) zaproponował Brown przyłączenie się do jego projektu Teenager. Jego muzyka ją zainteresowała i zgodziła się przyłączyć. Razem tworzyli muzykę przez dwa lata. Utwór „Pony” znalazł się w grze Grand Theft Auto IV.

### Ladyhawke

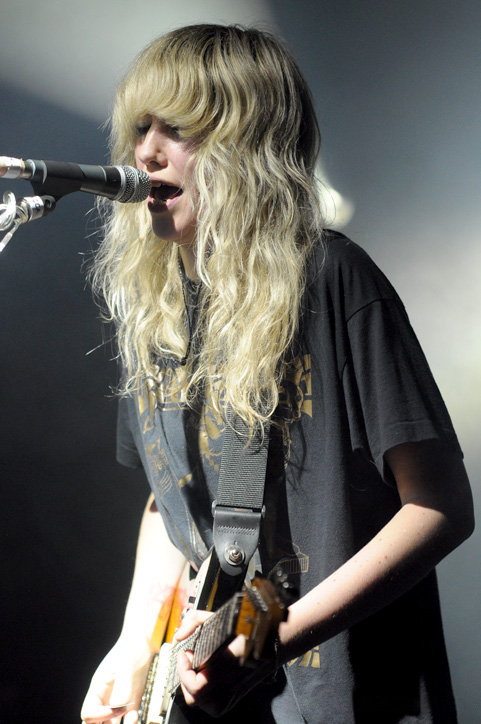
Ladyhawke, Perth, listopad 2009

W czasie tworzenia muzyki z Nickiem Littlemore Brown zdecydowała się opuścić zespół, skupiając się na solowym projekcie. Przyjęła pseudonim Ladyhawke. Nazwa pochodzi od tytułu filmu z 1985 roku, w którym jedną z głównych ról zagrała Michelle Pfeiffer. Brown wyznała, iż jej celem było tworzenie muzyki, którą mogłaby przekazać to, co czuje. „Celowo wybrałam taką właśnie nazwę dla mego projektu. Ladyhawke to przecież tytuł kiczowatego, topornego filmu fantasy z roku 1985 (w Polsce nosił on tytuł „Zaklęta w Sokoła” – przyp.). Podobnie jak bohaterka tego filmu, grana przez Michelle Pfeiffer, postrzegam siebie jako superkobietę. Moim zadaniem jest wprowadzić do rozgłośni radiowych perfekcyjne popowe piosenki, przy których ludzie będą się bawić i które będą przywoływać określone wspomnienia” „
Ladyhawke pojawiła się w zestawieniu Triple J Hottest 100 2008 ze swymi dwoma utworami: „My Delirium” na miejscu 11. oraz „Paris Is Burning” na miejscu 26. Utwór Pnau „Embrance”, który jest wynikiem współpracy z Ladyhawke znalazł się 12. miejscu. Brown była nominowana w kategorii Best Solo Artist w NME Awards. Christina Aguilera miała na swoim albumie Bionic zawrzeć cover „My Delirium” we współpracy z grupą Ladytron, jednak Brown wiele razy mówiła, że to jedynie plotka.
Ladyhawke jest zafascynowana latami 80 co przełożyło się na jej muzykę. Jej muzyka kojarzona jest z Cyndi Lauper, Pat Benatar, Kim Wilde, Annie, oraz New Young Pony Club. Sama często mówi, że duży wpływ wywarły na niej takie zespoły jak Electric Light Orchestra oraz Nirvana. Wliczana jest do nowego ruchu wokalistek pop zwracających uwagę swoim oryginalnym ubiorem.
Debiutancki album okazał się dużym sukces zwłaszcza w Wielkiej Brytanii (Złota Płyta), Nowej Zelandii (Platynowa Płyta) oraz Australii (Złota Płyta).
Ladyhawke występowała w wielu krajach m.in. Wielkiej Brytanii, Francji, Hiszpanii, Belgii, Finlandii, Stanach Zjednoczonych, Japonii, Rosji, Australii, Nowej Zelandii. 
W 2011 pracowała nad drugim albumem studyjnym. 19 maja tego roku poinformowała na własnej stronie, że jest w fazie nagrywania. Krążek Anxiety wydano w maju 2012.

## Nagrody
Ladyhawke była nominowana w następujących kategoriach: Best Solo Artist – NME Awards 2009, Best Kiwi & Independent Spirit – MTV Australia Awardsoraz International Female Solo Artist at Brit Awards 2010. 
Wygrała pięć nagród: Album of the Year, Best Dance/Electronica album, Single of the Year – My Delirium, International Achievement Award, Best Female Solo Artist, Breakthrough Artist of the Year i była nominowana w kategorii People’s Choice Award w New Zealand Music Awards.
Brown była nominowana w sześciu kategoriach w prestiżowych ARIA Music Awards 2009 i wygrała dwie z nich: Breakthrough Artist – album for Ladyhawke oraz Breakthrough Artist – single for „My Delirium”.

## Dyskografia

### Albumy nagrane z zespołem Two Lane Blacktop

#### Albumy studyjne
- The Girl (2003) (album nie został wydany)

#### EP
- Live (2001)
- Mechanic Demo (2001)
- The Mechanic (2002)

### Albumy solowe
- Ladyhawke (2008)
- Anxiety (2012)
- Wild Things (2016)

### Single
- „Back of the Van”, 2008-04-01
- „Paris Is Burning”, 2008-07-06
- „Dusk Till Dawn”, 2008-09-08
- „My Delirium”, 2008-12-08
- „Paris Is Burning”, 2009-03-02, ponownie wydany
- „Back of the Van”, 2009-05-19, ponownie wydany
- „Magic”, 2009-09-28
- „Black White & Blue”, 2012-01-24
- „Sunday Drive”, 2012-04-09
- „Blue Eyes”, 2012-07-16
- „A Love Song”, 2016-03-10
- „Wild Things”, 2016-07-15